# Basil Hall Chamberlain
Basil Hall Chamberlain (18. října 1850 – 15. února 1935) byl profesorem na Tokijské císařské univerzitě a zároveň byl spolu s Ernestem Masonem Satowem a Williamem Georgem Astonem předním britským japanologem sklonku 19. století. Jako jeden z prvních začal překládat do angličtiny haiku. Je znám díky jednosvazkové encyklopedii „Things Japanese“, kterou několikrát revidoval. Byl člověkem s širokým rozhledem, o čemž svědčí např. sbírka básní, kterou napsal ve francouzštině.